# Simning vid olympiska sommarspelen 1992

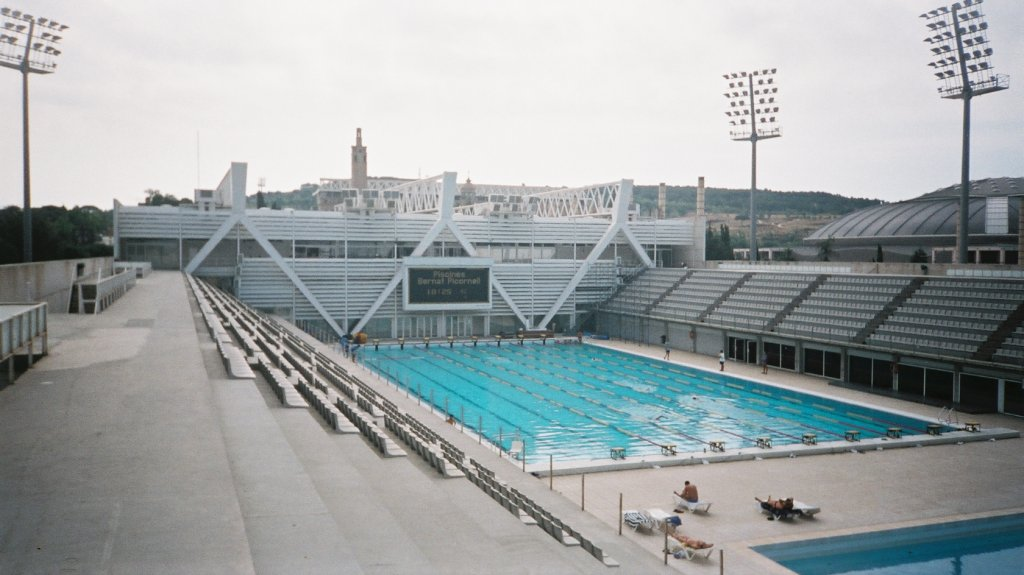
Piscines Bernat Picornell

Simningen vid olympiska sommarspelen 1992 i Barcelona bestod av 31 grenar, 16 för män och 15 för kvinnor, och hölls mellan den 26 och 31 juli 1992 i Piscines Bernat Picornell. Antalet deltagare var 641 tävlande från 92 länder.

## Medaljfördelning
| Pl. | Nation         | Guld | Silver | Brons | Totalt |
| --- | -------------- | ---- | ------ | ----- | ------ |
| 1   | USA            | 11   | 9      | 7     | 27     |
| 2   | OSS            | 6    | 3      | 1     | 10     |
| 3   | Ungern         | 5    | 3      | 1     | 9      |
| 4   | Kina           | 4    | 5      | 0     | 9      |
| 5   | Tyskland       | 1    | 3      | 7     | 11     |
| 6   | Australien     | 1    | 3      | 5     | 9      |
| 7   | Kanada         | 1    | 0      | 1     | 2      |
| 8   | Japan          | 1    | 0      | 0     | 1      |
| 8   | Spanien        | 1    | 0      | 0     | 1      |
| 10  | Sverige        | 0    | 2      | 1     | 3      |
| 11  | Brasilien      | 0    | 1      | 0     | 1      |
| 11  | Nya Zeeland    | 0    | 1      | 0     | 1      |
| 11  | Polen          | 0    | 1      | 0     | 1      |
| 14  | Frankrike      | 0    | 0      | 3     | 3      |
| 15  | Italien        | 0    | 0      | 2     | 2      |
| 16  | Finland        | 0    | 0      | 1     | 1      |
| 16  | Storbritannien | 0    | 0      | 1     | 1      |
| 16  | Surinam        | 0    | 0      | 1     | 1      |

## Medaljörer

### Damer
| Distans                          | Guld | Silver | Brons |
| 50 meter frisim Detaljer...      | Yang Wenyi Kina | Zhuang Yong Kina | Angel Martino USA                                                                                                |
| 100 meter frisim Detaljer...     | Zhuang Yong Kina | Jenny Thompson USA | Franziska van Almsick Tyskland                                                                                   |
| 200 meter frisim Detaljer...     | Nicole Haislett USA | Franziska van Almsick Tyskland                                                                                            | Kerstin Kielgass Tyskland                                                                                        |
| 400 meter frisim Detaljer...     | Dagmar Hase Tyskland | Janet Evans USA | Hayley Lewis Australien                                                                                          |
| 800 meter frisim Detaljer...     | Janet Evans USA | Hayley Lewis Australien                                                                                                   | Jana Henke Tyskland                                                                                              |
| 100 meter ryggsim Detaljer...    | Krisztina Egerszegi Ungern | Tünde Szabó Ungern | Lea Loveless USA                                                                                                 |
| 200 meter ryggsim Detaljer...    | Krisztina Egerszegi Ungern | Dagmar Hase Tyskland | Nicole Stevenson Australien                                                                                      |
| 100 meter bröstsim Detaljer...   | Jelena Rudkovskaja OSS | Anita Nall USA | Samantha Riley Australien                                                                                        |
| 200 meter bröstsim Detaljer...   | Kyoko Iwasaki Japan | Lin Li Kina | Anita Nall USA                                                                                                   |
| 100 meter fjäril Detaljer...     | Qian Hong Kina | Crissy Ahmann-Leighton USA                                                                                                | Catherine Plewinski Frankrike                                                                                    |
| 200 meter fjäril Detaljer...     | Summer Sanders USA | Wang Xiaohong Kina | Susie O'Neill Australien                                                                                         |
| 200 meter medley Detaljer...     | Lin Li Kina | Summer Sanders USA | Daniela Hunger Tyskland                                                                                          |
| 400 meter medley Detaljer...     | Krisztina Egerszegi Ungern | Lin Li Kina | Summer Sanders USA                                                                                               |
| 4 x 100 meter frisim Detaljer... | USA Nicole Haislett Angel Martino Jenny Thompson Dara Torres Ashley Tappin* Crissy Ahmann-Leighton*                              | Kina Le Jingyi Lu Bin Zhuang Yong Yang Wenyi Zhao Kun*                                                                    | Tyskland Franziska van Almsick Daniela Hunger Simone Osygus Manuela Stellmach Kerstin Kielgass* Annette Hadding* |
| 4 x 100 meter medley Detaljer... | USA Crissy Ahmann-Leighton Lea Loveless Anita Nall Jenny Thompson Janie Wagstaff* Megan Kleine* Summer Sanders* Nicole Haislett* | Tyskland Franziska van Almsick Jana Dörries Dagmar Hase Daniela Hunger Daniela Brendel* Bettina Ustrowski* Simone Osygus* | OSS Nina Zjivanevskaja Olha Kyrytjenko Natalja Mesjtjerjakova Jelena Rudkovskaja Jelena Sjubina*                 |

* Simmare som deltog i kval och inte i finalen, men som ändå fick medalj.

### Herrar
| Distans                          | Guld | Silver | Brons                                                                                             |
| 50 meter frisim Detaljer...      | Aleksandr Popov OSS                                                                                            | Matt Biondi USA | Tom Jager USA                                                                                     |
| 100 meter frisim Detaljer...     | Aleksandr Popov OSS                                                                                            | Gustavo Borges Brasilien                                                                                                | Stéphan Caron Frankrike                                                                           |
| 200 meter frisim Detaljer...     | Jevgenij Sadovyj OSS                                                                                           | Anders Holmertz Sverige                                                                                                 | Antti Kasvio Finland                                                                              |
| 400 meter frisim Detaljer...     | Jevgenij Sadovyj OSS                                                                                           | Kieren Perkins Australien                                                                                               | Anders Holmertz Sverige                                                                           |
| 1500 meter frisim Detaljer...    | Kieren Perkins Australien                                                                                      | Glen Housman Australien                                                                                                 | Jörg Hoffmann Tyskland                                                                            |
| 100 meter ryggsim Detaljer...    | Mark Tewksbury Kanada                                                                                          | Jeff Rouse USA | David Berkoff USA                                                                                 |
| 200 meter ryggsim Detaljer...    | Martin López-Zubero Spanien                                                                                    | Vladimir Selkov OSS | Stefano Battistelli Italien                                                                       |
| 100 meter bröstsim Detaljer...   | Nelson Diebel USA                                                                                              | Norbert Rózsa Ungern | Phil Rogers Australien                                                                            |
| 200 meter bröstsim Detaljer...   | Mike Barrowman USA                                                                                             | Norbert Rózsa Ungern | Nick Gillingham Storbritannien                                                                    |
| 100 meter fjäril Detaljer...     | Pablo Morales USA                                                                                              | Rafał Szukała Polen | Anthony Nesty Surinam                                                                             |
| 200 meter fjäril Detaljer...     | Melvin Stewart USA                                                                                             | Danyon Loader Nya Zeeland                                                                                               | Franck Esposito Frankrike                                                                         |
| 200 meter medley Detaljer...     | Tamás Darnyi Ungern                                                                                            | Greg Burgess USA | Attila Czene Ungern                                                                               |
| 400 meter medley Detaljer...     | Tamás Darnyi Ungern                                                                                            | Eric Namesnik USA | Luca Sacchi Italien                                                                               |
| 4 x 100 meter frisim Detaljer... | USA Joe Hudepohl Matt Biondi Tom Jager Jon Olsen Shaun Jordan* Joel Thomas*                                    | OSS Pavlo Chnykin Gennadij Prigoda Iurie Başcatov Aleksandr Popov Vladimir Pysjnenko* Veniamin Tajanovitj*              | Tyskland Dirk Richter Christian Tröger Steffen Zesner Mark Pinger Andreas Szigat* Bengt Zikarsky* |
| 4 x 200 meter frisim Detaljer... | OSS Dmitrij Lepikov Vladimir Pysjnenko Veniamin Tajanovitj Jevgenij Sadovyj Aleksej Kudrjavtsev* Jurij Muchin* | Sverige Christer Wallin Anders Holmertz Tommy Werner Lars Frölander                                                     | USA Joe Hudepohl Melvin Stewart Jon Olsen Doug Gjertsen Scott Jaffe* Daniel Jorgensen*            |
| 4 x 100 meter medley Detaljer... | USA Jeff Rouse Nelson Diebel Pablo Morales Jon Olsen David Berkoff* Hans Dersch* Melvin Stewart* Matt Biondi*  | OSS Vladimir Selkov Vasilij Ivanov Pavlo Chnykin Aleksandr Popov Vladimir Pysjnenko* Vladislav Kulikov* Dmitrij Volkov* | Kanada Mark Tewksbury Jonathan Cleveland Marcel Gery Stephen Clarke Tom Ponting*                  |

* Simmare som deltog i kval och inte i finalen, men som ändå fick medalj.